# ニュースファイルHOME
『ニュースファイルHOME』（ニュースファイルホーム）は、1987年10月19日から1989年3月31日まで広島ホームテレビで放送されていた平日夕方のローカルワイドニュース番組である。